# Fanny Kelk
Fanny Kelk (Amsterdam, 13 januari 1918 – Amsterdam, 7 november 1978) was een Nederlands textielkunstenaar in kleden en wandtapijten, ontwerpster van kledingaccessoires en journalist op het gebied van beeldende kunst.
Fanny de Jong was dochter van textielkunstenares Sara Oppenheimer en kunstenaar Germ de Jong. Broer Frans de Jong (1921-2010) was grafisch vormgever en drukker. Ze was zelf tussen 1939 en 1953 (echtscheiding) enkele jaren gehuwd met letterkundige, schrijver, dichter Cees Kelk, ze was diens tweede vrouw. Na de scheiding hield ze de naam Kelk aan. Het stel kreeg voor zover bekend twee kinderen; dochter Vera Lind en zoon Constantijn Kelk, die hoogleraar straf- en procesrecht werd aan de Universiteit Utrecht.
Haar vader gaf haar tekenlessen en bracht haar in contact met de wereld van de kunst met name op het gebied van de schilderkunst. Kees Kelk trok haar verder de overige kunsten in. Zelf was ze liever bezig met stoffen, beide werden gecombineerd in Parijs waar ze enige tijd als modetekenares werkte. In de jaren zestig schreef ze artikelen voor Het Parool, eerst op freelancebasis. Vanaf 1965 had ze haar eigen rubriek "Beeldende kunst in Amsterdam", waarin ze schreef over kunstenaars en galeries. Ook andere bladen publiceerden haar artikelen. Ze bezocht regelmatig exposities in binnen- en buitenland, waarvan ze dan verslag deed. 
Na de scheiding van Kelk raakte ze innig bevriend met kunstenaar Constant Nieuwenhuys; ze was zijn muze (ze kreeg hem weer aan het schilderen) en geliefde, terwijl hij nog getrouwd was met Nel Kerkhoven. Hij herinnerde haar in Le mort de l’aimée. De naam Nieuwenhuys-de Jong komt daarom een enkele keer voor. Aan het eind van haar leven kreeg ze te maken met een slopende vorm van Kanker, waarvan ze af en toe wat herstelde om vervolgens weer weg te zakken.
Tijdens de Tweede Wereldoorlog bood het gezin Kelk-de Jong in Broek in Waterland onderdak aan Joden op de vlucht voor deportatie.
Een deel van haar artikelen werden in 1977 gebundeld in Flarden en raapsels.
Ze overleed op zestigjarige leeftijd; ze gaf haar lichaam aan de wetenschap.